# Аваш (река)
Вижте пояснителната страница за други значения на Аваш.
Аваш (на амхарски: አዋሽ) е река в Етиопия. Дължината ѝ е 1200 km. Площта на водосборния басейн на реката е 113 700 km2.
Нейните извори са разположени на Абисинското плато, на 3000 m н.в., западно от град Адис Абеба. В горното течение на реката е изграден язовирът „Кока“ с 42-метрова язовирна стена и система от три водноелектрически централи – Аваш І, Аваш ІІ и Аваш ІІІ. Аваш І е на самия язовир, а останалите две са малко по-надолу по течението. Реката протича в посока север-изток, минава през Източноафриканската рифтова долина и се влива в соленото езеро Абе, на 250 m н.в.
Водите на реката служат за напояване, главно на насажденията от захарна тръстика.
В средното течение на реката са открити палеоантропологически находки, едни от най-важните останки от представители на видовете Ардипитеци. Именно тук, през 1974 година, са намерени 52 фрагмента от скелет, които дават възможност да бъде реконструиран известният австралопитек Луси.
Част от долината на реката от 1966 г. е защитена в рамките на Национален парк Аваш, покриваща 756 квадратни километра от савана и акациеви гори.
През 1980 г., долното течение на река Аваш е вписана в списъка на ЮНЕСКО за Световното културно и природно наследство, тъй като там се намират едни от най-важните палеонтологески обекти на африканския континент.